# (15246) Kumeta
(15246) Kumeta est un astéroïde de la ceinture principale.

## Description
(15246) Kumeta est un astéroïde de la ceinture principale. Il fut découvert le 2 novembre 1989 à Kitami par Kin Endate et Kazuro Watanabe. Il présente une orbite caractérisée par un demi-grand axe de 2,63 UA, une excentricité de 0,20 et une inclinaison de 3,6° par rapport à l'écliptique.

## Compléments